# Sean-nós-Tanz
Sean-nós-Tanz (irisch damhsa ar an sean-nós, hierbei: sean-nós „alter Stil“, Aussprache: [ˈʃan.noːs], englisch sean-nós dance) ist traditioneller irischer Solotanz alten Stils. Er ist die ursprüngliche Tanzform des modernen irischen Steptanzes, der durch Shows wie Lord of the Dance allgemein bekannt wurde, und enthält außer dem Tanz noch den Sean-nós-Gesang. Beide Aktivitäten werden heute insbesondere in der Gaeltacht im Westen Irlands gepflegt. Obwohl durch die Lebendigkeit des Sean-nós dance Übergangsformen existieren, kann man grob in einen Tanzstil aus Connemara bzw. Munster einteilen.

## Irischer traditioneller Tanz
Die bekannteste Form des irischen Tanzes ist der wettbewerbsorientierte irische Stepptanz. Andere populäre Formen des irischen Tanzes sind das Ceili Dancing und insbesondere der Settanz.

## Sean-nós-Tanz
Sean-nós-Tanz ist charakterisiert durch seine bodennahen Fußbewegungen, die freie Beweglichkeit der Arme und das der Musik angepasste rhythmische Aufstampfen (Battering) der Füße. Üblicherweise tanzt zu einer Melodie nur eine Person bzw. wechseln sich während eines Musikstückes mehrere Tänzer ab. Sogar wenn mehrere Tänzer gleichzeitig tanzen, besteht zwischen ihnen kein physischer Kontakt. Durch die freie Form des Tanzes besteht keine Notwendigkeit einer einstudierten Choreographie, und spontane Tanzschritte werden als normal erachtet. Lediglich bei Wettkämpfen oder Tanzworkshops tanzen mehrere Tänzer nach einer vorher einstudierten Choreographie gleichzeitig.